# John Pym
John Pym (Brymore, 1584 – Derby House, 8 dicembre 1643) è stato un politico inglese, esponente di spicco del Parlamento Lungo avverso alla politica del re d'Inghilterra Giacomo I e di suo figlio Carlo I.

## Biografia

### Primi anni e formazione
Pym nacque in un paese della regione di Somerset in una famiglia appartenente della piccola nobiltà. Il padre morì quando Pym era molto giovane e la madre si risposò con Sir Anthony Rous. Pym fu educato presso il college Broadgates Hall di Oxford (ora Pembroke College) dal 1599. Nel 1602, compiuti gli studi, venne ammesso al Middle Temple.

### Impegno politico
Nel 1614 Pym, che era stato avviato da qualche anno alla carriera politica, entrò a far parte del Parlamento come rappresentante della città di Calne. Di tendenze manifestamente puritane, in breve tempo si guadagnò una fama eccellente. Il suo impegno si concentrò specialmente nella lotta politica contro i cattolici romani, chiamati sprezzantemente papisti. Sempre nel 1614 sposò Anna Hooke, che gli diede cinque figli. Dopo lo scioglimento del Parlamento nel 1621, Pym si dedicò a rappresentare una città del Devon. Nel 1626 fu uno dei maggiori artefici della caduta di George Villiers, primo duca di Buckingham, favorito del re. Caldeggiò molto la presentazione al sovrano della Petition of Right.
Secondo Edward Hyde, Pym fu uno dei maggiori rappresentanti del Parlamento Corto, sciolto da re Carlo dopo meno di un mese di attività.
Con la formazione del Parlamento Lungo, Pym ottenne un ruolo di prim'ordine e si oppose strenuamente sia al re che al vescovo William Laud.
Colpito da una stroncante malattia, Pym lavorò fino a quando non ebbe esaurito le forze. Si spense nel 1643 e venne sepolto nell'Abbazia di Westminster.